# 朗吉迪克
朗吉迪克（法語：Languidic，法語發音：[lɑ̃ɡidik]）是法国莫尔比昂省的一个市镇，属于洛里昂区。

## 地理
朗吉迪克（47°50'0"N, 3°9'28"W）面积109.08 平方千米，位于法国布列塔尼大區莫尔比昂省，该省份为法国西北部沿海省份，位于布列塔尼半岛南部，北起阿摩尔滨海省、西接菲尼斯泰尔省，南濒大西洋，东南接大西洋卢瓦尔省，东临伊勒-维莱讷省。
与朗吉迪克接壤的市镇（或旧市镇、城区）包括：基斯蒂尼克、博镇、普吕维涅、朗代旺、诺斯唐、布朗代里永、凯维尼亚克、埃讷邦、安赞扎克-洛克里斯特、朗沃当。

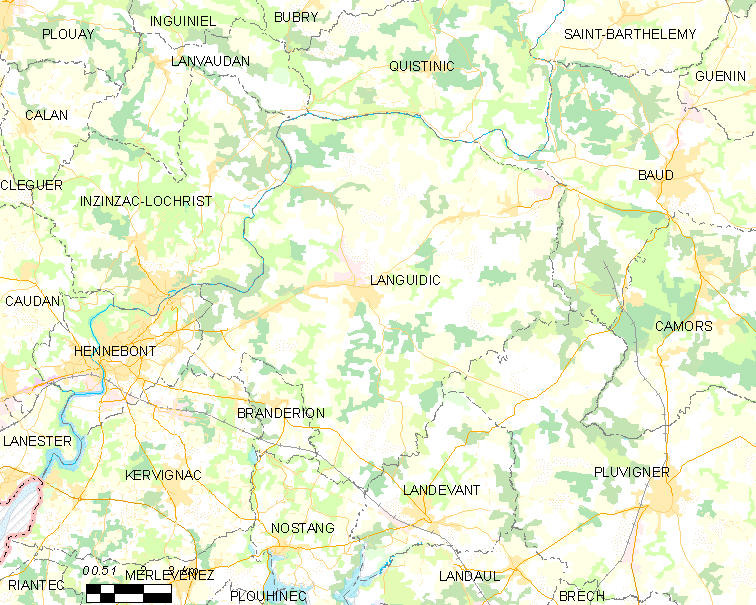
朗吉迪克的OSM定位图

朗吉迪克的时区为UTC+01:00、UTC+02:00（夏令时）。

## 行政
朗吉迪克的邮政编码为56440，INSEE市镇编码为56101。

## 政治
朗吉迪克所属的省级选区为埃讷邦县。

## 人口

1962-2008年间朗吉迪克人口变化图示

朗吉迪克于2022年1月1日时的人口数量为8046人。